# Korno
Korno település Csehországban, a Berouni járásban. Korno Karlštejn, Tetín, Srbsko, Měňany és Liteň településekkel határos. Lakosainak száma 124 fő (2024. január 1.).

## Népesség
A település lakosságának változását az alábbi diagram mutatja:
| Lakosok száma | 210  | 203  | 221  | 200  | 113  | 91   | 105  | 118  | 124  | 124  |
|               | 1869 | 1890 | 1921 | 1950 | 1980 | 2001 | 2017 | 2019 | 2022 | 2024 |